# Abha Club
Abha Club este un club de fotbal profesionist saudit care evoluează în Prima Divizie Saudită.
Clubul își joacă meciurile de acasă pe Stadionul Prince Sultan bin Abdul Aziz (cunoscut și sub numele de Al-Mahalah) din Abha. Ei împart stadionul cu rivalii Damac FC, cu care dispută derby-ul Asir.
Înființată în 1966, echipa a promovat în eșalonul de vârf pentru prima dată în 2005, când a terminat pe locul doi în prima ligă. A retrogradat după doar un sezon. A obținut a doua promovare în 2008, când a ocupat locul doi în eșalonul secund. În sezonul 2018/2019, Abha a câștigat primul titlu în Prima Divizie și a promovat în Pro League pentru a treia oară în istoria clubului.